# オランダ領アンティルの旗
オランダ領アンティルの旗（オランダりょうアンティルのはた）は、かつて存在したオランダの自治領・アンティルの公式な旗である。1959年11月19日に制定された。
白地に青と赤の帯をあしらっており、オランダの国旗と同系色である。青い水平の帯が旗の真ん中に左から右まで伸び、その幅は旗の高さの三分の一になる。青い帯の下には垂直の赤い帯が旗の真ん中に上から下へ伸び、その幅は水平の帯と同じである。青い帯と赤い帯の交点には、頂点を上に向けた五つの白い五芒星が、五角形を構成するように配置されている。五つの星はオランダ領アンティルの五つの主要な島、すなわちキュラソー島、ボネール島、シント・マールテン（セント・マーチン島南部）、シント・ユースタティウス島、サバ島を表す。
1986年まではアルバもオランダ領アンティルの一部であり、当時の旗はアルバを含めた6つの白い星があしらわれていた。また、2010年にオランダ領アンティルが解体されたのでこの旗も廃止され、以後は各島の旗が個別に使用されている。

? 1959年 - 1986年にアルバが自治領として独立するまで使われたオランダ領アンティルの旗
? 1959年から1986年までの総督旗
? 1986年以来の総督旗

## 各島の旗

旧オランダ領アンティルを構成していた各島の旗
アルバの旗
キュラソー島の旗
シント・マールテンの旗
ボネール島の旗
シント・ユースタティウス島の旗
サバ島の旗